# Gran Premio de Francia de Motociclismo de 2023
El Gran Premio de Francia de Motociclismo de 2023 (oficialmente: SHARK Grand Prix de France) fue la quinta prueba del Campeonato del Mundo de Motociclismo de 2023. Tuvo lugar en el fin de semana del 12 al 14 de mayo en el Circuito Bugatti, situado a 5 km de la localidad de Le Mans (Sarthe), en los Países del Loira, Francia.
La carrera al sprint de MotoGP fue ganada por Jorge Martín, seguido de Brad Binder y Francesco Bagnaia.
La carrera de MotoGP fue ganada por Marco Bezzecchi, seguido de Jorge Martín y Johann Zarco. Tony Arbolino fue el ganador de la prueba de Moto2, por delante de Filip Salač y Alonso López. La carrera de Moto3 fue ganada por Daniel Holgado, Ayumu Sasaki fue segundo y Jaume Masiá tercero.

## Resultados

### Resultados MotoGP

#### Carrera al sprint
| Pos.    | N.º | Piloto                | Equipo                       | Constructor | Vueltas | Tiempo    | Parrilla | Puntos |
| ------- | --- | --------------------- | ---------------------------- | ----------- | ------- | --------- | -------- | ------ |
| 1       | 89  | Jorge Martín          | Prima Pramac Racing          | Ducati      | 13      | 19:59.037 | 5        | 12     |
| 2       | 33  | Brad Binder           | Red Bull KTM Factory Racing  | KTM         | 13      | +1.840    | 10       | 9      |
| 3       | 1   | Francesco Bagnaia     | Ducati Lenovo Team           | Ducati      | 13      | +2.632    | 1        | 7      |
| 4       | 10  | Luca Marini           | Mooney VR46 Racing Team      | Ducati      | 13      | +3.418    | 3        | 6      |
| 5       | 93  | Marc Márquez          | Repsol Honda Team            | Honda       | 13      | +3.541    | 2        | 5      |
| 6       | 5   | Johann Zarco          | Prima Pramac Racing          | Ducati      | 13      | +4.483    | 9        | 4      |
| 7       | 72  | Marco Bezzecchi       | Mooney VR46 Racing Team      | Ducati      | 13      | +5.224    | 7        | 3      |
| 8       | 41  | Aleix Espargaró       | Aprilia Racing               | Aprilia     | 13      | +6.359    | 11       | 2      |
| 9       | 12  | Maverick Viñales      | Aprilia Racing               | Aprilia     | 13      | +8.336    | 6        | 1      |
| 10      | 30  | Takaaki Nakagami      | LCR Honda Idemitsu           | Honda       | 13      | +9.439    | 14       |        |
| 11      | 42  | Álex Rins             | LCR Honda Castrol            | Honda       | 13      | +12.388   | 18       |        |
| 12      | 49  | Fabio Di Giannantonio | Gresini Racing MotoGP        | Ducati      | 13      | +14.125   | 15       |        |
| 13      | 21  | Franco Morbidelli     | Monster Energy Yamaha MotoGP | Yamaha      | 13      | +15.121   | 17       |        |
| 14      | 36  | Joan Mir              | Repsol Honda Team            | Honda       | 13      | +15.383   | 16       |        |
| 15      | 73  | Álex Márquez          | Gresini Racing MotoGP        | Ducati      | 13      | +15.591   | 8        |        |
| 16      | 9   | Danilo Petrucci       | Ducati Lenovo Team           | Ducati      | 13      | +19.415   | 19       |        |
| 17      | 32  | Lorenzo Savadori      | CryptoDATA RNF MotoGP Team   | Aprilia     | 13      | +26.992   | 20       |        |
| Ret     | 20  | Fabio Quartararo      | Monster Energy Yamaha MotoGP | Yamaha      | 9       | Caída     | 13       |        |
| Ret     | 94  | Jonas Folger          | GasGas Factory Racing Tech3  | KTM         | 8       | Caída     | 21       |        |
| Ret     | 37  | Augusto Fernández     | GasGas Factory Racing Tech3  | KTM         | 5       | Caída     | 12       |        |
| Ret     | 43  | Jack Miller           | Red Bull KTM Factory Racing  | KTM         | 1       | Caída     | 4        |        |
| DNS     | 25  | Raúl Fernández        | CryptoDATA RNF MotoGP Team   | Aprilia     |         | No corrió |          |        |
| Fuente: |     |                       |                              |             |         |           |          |        |

#### Carrera
| Pos.    | N.º | Piloto                | Equipo                       | Constructor | Vueltas | Tiempo    | Parrilla | Puntos |
| ------- | --- | --------------------- | ---------------------------- | ----------- | ------- | --------- | -------- | ------ |
| 1       | 72  | Marco Bezzecchi       | Mooney VR46 Racing Team      | Ducati      | 27      | 41:37.970 | 7        | 25     |
| 2       | 89  | Jorge Martín          | Prima Pramac Racing          | Ducati      | 27      | +4.256    | 5        | 20     |
| 3       | 5   | Johann Zarco          | Prima Pramac Racing          | Ducati      | 27      | +4.795    | 9        | 16     |
| 4       | 37  | Augusto Fernández     | GasGas Factory Racing Tech3  | KTM         | 27      | +6.281    | 12       | 13     |
| 5       | 41  | Aleix Espargaró       | Aprilia Racing               | Aprilia     | 27      | +6.726    | 11       | 11     |
| 6       | 33  | Brad Binder           | Red Bull KTM Factory Racing  | KTM         | 27      | +13.638   | 10       | 10     |
| 7       | 20  | Fabio Quartararo      | Monster Energy Yamaha MotoGP | Yamaha      | 27      | +15.023   | 13       | 9      |
| 8       | 49  | Fabio Di Giannantonio | Gresini Racing MotoGP        | Ducati      | 27      | +15.826   | 15       | 8      |
| 9       | 30  | Takaaki Nakagami      | LCR Honda Idemitsu           | Honda       | 27      | +16.370   | 14       | 7      |
| 10      | 21  | Franco Morbidelli     | Monster Energy Yamaha MotoGP | Yamaha      | 27      | +17.828   | 17       | 6      |
| 11      | 9   | Danilo Petrucci       | Ducati Lenovo Team           | Ducati      | 27      | +29.735   | 19       | 5      |
| 12      | 32  | Lorenzo Savadori      | CryptoDATA RNF MotoGP Team   | Aprilia     | 27      | +36.135   | 20       | 4      |
| 13      | 94  | Jonas Folger          | GasGas Factory Racing Tech3  | KTM         | 27      | +49.808   | 21       | 3      |
| Ret     | 93  | Marc Márquez          | Repsol Honda Team            | Honda       | 25      | Caída     | 2        |        |
| Ret     | 43  | Jack Miller           | Red Bull KTM Factory Racing  | KTM         | 24      | Caída     | 4        |        |
| Ret     | 42  | Álex Rins             | LCR Honda Castrol            | Honda       | 14      | Caída     | 18       |        |
| Ret     | 36  | Joan Mir              | Repsol Honda Team            | Honda       | 12      | Caída     | 16       |        |
| Ret     | 10  | Luca Marini           | Mooney VR46 Racing Team      | Ducati      | 5       | Choque    | 3        |        |
| Ret     | 73  | Álex Márquez          | Gresini Racing MotoGP        | Ducati      | 5       | Choque    | 8        |        |
| Ret     | 1   | Francesco Bagnaia     | Ducati Lenovo Team           | Ducati      | 4       | Choque    | 1        |        |
| Ret     | 12  | Maverick Viñales      | Aprilia Racing               | Aprilia     | 4       | Choque    | 6        |        |
| DNS     | 25  | Raúl Fernández        | CryptoDATA RNF MotoGP Team   | Aprilia     | 0       | No corrió |          |        |
| Fuente: |     |                       |                              |             |         |           |          |        |

### Resultados Moto2
| Pos.    | N.º | Piloto                  | Constructor | Vueltas | Tiempo      | Parrilla | Puntos |
| ------- | --- | ----------------------- | ----------- | ------- | ----------- | -------- | ------ |
| 1       | 14  | Tony Arbolino           | Kalex       | 14      | 22:34.233   | 3        | 25     |
| 2       | 12  | Filip Salač             | Kalex       | 14      | +0.620      | 4        | 20     |
| 3       | 21  | Alonso López            | Boscoscuro  | 14      | +1.537      | 2        | 16     |
| 4       | 13  | Celestino Vietti        | Kalex       | 14      | +2.193      | 6        | 13     |
| 5       | 96  | Jake Dixon              | Kalex       | 14      | +3.041      | 8        | 11     |
| 6       | 35  | Somkiat Chantra         | Kalex       | 14      | +4.175      | 7        | 10     |
| 7       | 7   | Barry Baltus            | Kalex       | 14      | +8.853      | 10       | 9      |
| 8       | 54  | Fermín Aldeguer         | Boscoscuro  | 14      | +9.437      | 11       | 8      |
| 9       | 79  | Ai Ogura                | Kalex       | 14      | +10.696     | 16       | 7      |
| 10      | 11  | Sergio García           | Kalex       | 14      | +10.817     | 18       | 6      |
| 11      | 3   | Lukas Tulovic           | Kalex       | 14      | +11.588     | 15       | 5      |
| 12      | 16  | Joe Roberts             | Kalex       | 14      | +12.128     | 17       | 4      |
| 13      | 52  | Jeremy Alcoba           | Kalex       | 14      | +12.337     | 20       | 3      |
| 14      | 71  | Dennis Foggia           | Kalex       | 14      | +13.061     | 23       | 2      |
| 15      | 22  | Sam Lowes               | Kalex       | 14      | +13.695     | 1        | 1      |
| 16      | 4   | Sean Dylan Kelly        | Kalex       | 14      | +14.633     | 19       |        |
| 17      | 42  | Marcos Ramírez          | Forward     | 14      | +18.244     | 21       |        |
| 18      | 64  | Bo Bendsneyder          | Kalex       | 14      | +19.880     | 14       |        |
| 19      | 8   | Senna Agius             | Kalex       | 14      | +22.615     | 24       |        |
| 20      | 84  | Zonta van den Goorbergh | Kalex       | 14      | +22.684     | 22       |        |
| 21      | 19  | Lorenzo Dalla Porta     | Kalex       | 14      | +25.265     | 25       |        |
| 22      | 28  | Izan Guevara            | Kalex       | 14      | +25.347     | 28       |        |
| 23      | 72  | Borja Gómez             | Kalex       | 14      | +30.208     | 27       |        |
| Ret     | 17  | Álex Escrig             | Forward     | 6       | Retirado    | 29       |        |
| Ret     | 37  | Pedro Acosta            | Kalex       | 4       | Caída       | 5        |        |
| Ret     | 33  | Rory Skinner            | Kalex       | 4       | Caída       | 26       |        |
| DNS     | 18  | Manuel González         | Kalex       | 0       | No reinició | 9        |        |
| DNS     | 75  | Albert Arenas           | Kalex       | 0       | No reinició | 12       |        |
| DNS     | 40  | Arón Canet              | Kalex       | 0       | No reinició | 13       |        |
| 1.      |     |                         |             |         |             |          |        |
| Fuente: |     |                         |             |         |             |          |        |

### Resultados Moto3
| 1       | 96 | Daniel Holgado     | KTM       | 20 | 34:07.176 | 3  | 25 |
| 2       | 71 | Ayumu Sasaki       | Husqvarna | 20 | +0.150    | 1  | 20 |
| 3       | 5  | Jaume Masiá        | Honda     | 20 | +0.946    | 7  | 16 |
| 4       | 48 | Iván Ortolá        | KTM       | 20 | +1.113    | 6  | 13 |
| 5       | 6  | Ryusei Yamanaka    | Gas Gas   | 20 | +2.409    | 14 | 11 |
| 6       | 53 | Deniz Öncü         | KTM       | 20 | +2.521    | 4  | 10 |
| 7       | 43 | Xavier Artigas     | CFMoto    | 20 | +3.280    | 8  | 9  |
| 8       | 80 | David Alonso       | Gas Gas   | 20 | +9.372    | 25 | 8  |
| 9       | 99 | José Antonio Rueda | KTM       | 20 | +11.930   | 11 | 7  |
| 10      | 82 | Stefano Nepa       | KTM       | 20 | +14.318   | 13 | 6  |
| 11      | 66 | Joel Kelso         | CFMoto    | 20 | +14.438   | 16 | 5  |
| 12      | 27 | Kaito Toba         | KTM       | 20 | +14.606   | 23 | 4  |
| 13      | 24 | Tatsuki Suzuki     | Honda     | 20 | +15.077   | 24 | 3  |
| 14      | 38 | David Salvador     | KTM       | 20 | +16.937   | 12 | 2  |
| 15      | 95 | Collin Veijer      | Husqvarna | 20 | +16.969   | 19 | 1  |
| 16      | 54 | Riccardo Rossi     | Honda     | 20 | +19.059   | 22 |    |
| 17      | 18 | Matteo Bertelle    | Honda     | 20 | +19.113   | 21 |    |
| 18      | 7  | Filippo Farioli    | KTM       | 20 | +19.410   | 17 |    |
| 19      | 55 | Romano Fenati      | Honda     | 20 | +19.665   | 9  |    |
| 20      | 22 | Ana Carrasco       | KTM       | 20 | +30.369   | 27 |    |
| 21      | 64 | Mario Aji          | Honda     | 20 | +30.541   | 18 |    |
| 22      | 70 | Joshua Whatley     | Honda     | 20 | +30.794   | 26 |    |
| Ret     | 72 | Taiyo Furusato     | Honda     | 19 | Caída     | 15 |    |
| Ret     | 10 | Diogo Moreira      | KTM       | 10 | Caída     | 2  |    |
| Ret     | 19 | Scott Ogden        | Honda     | 8  | Caída     | 20 |    |
| Ret     | 16 | Andrea Migno       | KTM       | 6  | Caída     | 5  |    |
| Ret     | 63 | Syarifuddin Azman  | KTM       | 2  | Caída     | 10 |    |
| Fuente: |    |                    |           |    |           |    |    |